# Brinckochrysa kintoki
Brinckochrysa kintoki is een insect uit de familie van de gaasvliegen (Chrysopidae), die tot de orde netvleugeligen (Neuroptera) behoort. 
Brinckochrysa kintoki is voor het eerst wetenschappelijk beschreven door Okamoto in 1919.